# Bristol Myers Squibb
Bristol Myers Squibb (BMS, Бристол Майерс Скуиб) — фармацевтическая компания со штаб-квартирой в Нью-Йорке (США). В списке крупнейших публичных компаний мира Forbes Global 2000 за 2021 год Bristol Myers Squibb заняла 410-е место (232-е по размеру выручки, 317-е по активам и 98-е по рыночной капитализации), одна из крупнейших фармацевтических компаний мира.

## История
Компания была основана в 1887 году Уильямом МакЛареном Бристолом (William McLaren Bristol) и Джоном Рипли Майерсом (John Ripley Myers). Первыми успешными продуктами компании были слабительное и зубная паста, а также антисептики и сиропы от кашля. В 1940-х годах компания освоила производство пенициллина. В 1950-х и 1960-х годах был куплен ряд компаний, в частности по производству детского питания и краски для волос, продажи быстро росли благодаря большим расходам на рекламу. Со второй половины 1970-х годов Bristol-Myers начала инвестировать в исследования по разработке лекарств от раковых заболеваний, хотя по-прежнему в основном специализировалась на безрецептурных препаратах; лишь в 1984 году была открыта крупная научно-исследовательская лаборатория в Коннектикуте. В 1986 году начались продажи антидепрессанта БуСпар (буспирон), первой собственной успешной разработки.
В ноябре 1989 года произошло слияние Bristol-Myers со Squibb Corporation. Squibb Corporation была основана в 1858 году и была одной из старейших фармацевтических фирм США; кроме лекарственных препаратов она также выпускала косметику и имела значительное присутствие в Европе. Вскоре после слияния Bristol-Myers Squibb начала продажу препарата для снижения уровня холестерина Правахол (правастатин), который быстро завоевал популярность. В 1993 году начались продажи противоракового препарата Таксол (паклитаксел), хотя регуляторы рынка обвиняли компанию в завышении цены на него (полный курс стоил около 8 тысяч долларов). В 1994 году был куплен французский производитель анальгетиков UPSA.
В 2019 году была куплена компания Celgene, что стало крупнейшим поглощением в фармацевтической отрасли; сумма сделки составила 74 млрд долларов (95 млрд с учётом долга). В том же году UPSA была продана японской компании Taisho Pharmaceutical. В феврале 2020 года за 13,1 млрд долларов была куплена компания MyoKardia.

## Собственники и руководство
Компанией выпущено 2,22 млрд акций, их общая стоимость (рыночная капитализация) на март 2022 года составляла 152 млрд долларов. Институциональным инвесторам принадлежит 72 % акций, крупнейшие держатели:
- The Vanguard Group — 9,0 %
- BlackRock — 7,6 %
- State Street Corporation — 4,3 %
- JPMorgan Chase — 4,1 %
- FMR LLC — 2,5 %
- Wellington Management Company — 2,3 %

Джовани Кафорио (Giovanni Caforio, M.D., род. 27 октября 1964 года) — председатель совета директоров с 2017 года и главный исполнительный директор с 2015 года, в компании с 2000 года. До этого 12 лет работал в Abbott Laboratories. Окончил Римский университет «Сапиенца» (доктор медицинских наук).

## Деятельность
Основным регионом деятельности являются США, на них приходится 63 % выручки, на страны Европы — 24 %.
Основные препараты по объёму продаж в 2021 году:
- Ревлимид (леналидомид, Revlimid) — противоопухолевый препарат, $12,8 млрд
- Эликвис (апиксабан, Eliquis) — антикоагулянт, $10,8 млрд
- Опдиво (ниволумаб, Opdivo) — противоопухолевый препарат, $7,5 млрд
- Помалист/Имновид (помалидомид, Pomalyst/Imnovid) — противоопухолевый препарат, $3,3 млрд
- Оренция (абатацепт, Orencia) — ревматоидный артрит, $3,3 млрд
- Спрайсел (дазатиниб, Sprycel) — противоопухолевый препарат, $2,1 млрд
- Ервой (ипилимумаб, Yervoy) — меланома, $2,0 млрд
- Абраксан (паклитаксел, Abraxane) — противораковый препарат, $1,2 млрд
- Реблозил (луспатерцепт, Reblozyl) — анемия, $0,55 млрд

|                     | 2006  | 2007  | 2008  | 2009  | 2010  | 2011  | 2012  | 2013  | 2014  | 2015  | 2016  | 2017  | 2018  | 2019  | 2020   | 2021  |
| ------------------- | ----- | ----- | ----- | ----- | ----- | ----- | ----- | ----- | ----- | ----- | ----- | ----- | ----- | ----- | ------ | ----- |
| Оборот              | 13,86 | 15,62 | 17,72 | 18,81 | 19,48 | 21,24 | 17,62 | 16,39 | 15,88 | 16,56 | 19,43 | 20,78 | 22,56 | 26,15 | 42,52  | 46,39 |
| Чистая прибыль      | 0,787 | 1,296 | 2,696 | 3,239 | 3,102 | 3,709 | 1,960 | 2,563 | 2,004 | 1,565 | 4,457 | 1,007 | 4,920 | 3,439 | -9,015 | 6,994 |
| Активы              | 25,27 | 25,86 | 29,49 | 31,01 | 31,08 | 32,97 | 35,90 | 38,59 | 33,75 | 31,75 | 33,71 | 33,55 | 34,99 | 129,9 | 118,5  | 109,3 |
| Собственный капитал | 10,04 | 10,54 | 12,21 | 14,79 | 15,64 | 15,87 | 13,64 | 15,24 | 14,98 | 14,42 | 16,35 | 11,74 | 14,03 | 51,60 | 37,82  | 35,95 |